# Alexander Stahlberg
Alexander Stahlberg (* 12. September 1912 in Stettin; † 9. Januar 1995 auf Schloss Bloemersheim) war ein deutscher Offizier. Im Zweiten Weltkrieg hatte er Kontakt zum Widerstand innerhalb der Wehrmacht um Oberst i. G. Claus Schenk Graf von Stauffenberg und seinen Cousin Generalmajor Henning von Tresckow.

## Familie
Stahlberg war einer von zwei Söhnen des Ehepaares Walter Stahlberg (* 1873 in Stettin; † 1953) und Spes Stahlberg, geborene von Kleist-Retzow (* 1888 in Belgard; † 1973 in Isernhagen bei Hannover). Sein Patenonkel war der spätere Reichstagsabgeordnete und Staatssekretär Herbert Rudolf von Bismarck. Seine Mutter stammte aus der pommerschen Adelsfamilie von Kleist, auf deren Gut er aufgewachsen ist. Sie war eine Tochter von Jürgen von Kleist-Retzow und dessen Ehefrau Ruth, geborene Gräfin von Zedlitz-Trützschler und Tante von Maria von Wedemeyer, der Verlobten Dietrich Bonhoeffers. Der Vater war Besitzer einer Ölfabrik in Stettin. Die Eltern trennten sich, als er noch ein Kleinkind war. Zu seiner weiteren Verwandtschaft zählte unter anderem auch der Politiker Ewald von Kleist-Schmenzin, der zu den ermordeten Widerstandskämpfern des 20. Juli 1944 gehört.

## Leben
Stahlberg besuchte das Grunewald-Gymnasium in Berlin. Nach dem Abitur nahm er im April 1932 ein geisteswissenschaftliches Studium an der Friedrich-Wilhelms-Universität auf.
Im Januar 1933 wurde Stahlberg auf Vermittlung seines Onkels Hans von Wedemeyer als unbesoldeter Mitarbeiter im politischen Sekretariat des einen Monat zuvor zurückgetretenen Reichskanzlers Franz von Papen eingestellt, für den er in den folgenden drei Monaten als persönlicher Mitarbeiter einen täglichen Pressespiegel erstellte, ihn bei politischen Terminen begleitete und weitere Sonderaufträge erfüllte. Stahlberg erlebte einige der politischen Begegnungen in Papens Privatwohnung in der Wilhelmstraße 74 aus nächster Nähe mit, die am 30. Januar 1933 in der Machtübernahme der Nationalsozialisten mündeten. Im Kabinett Hitler wurde Papen Vizekanzler. Ende März schied Stahlberg auf Drängen seines Vaters aus dem Mitarbeiterkreis von Papens aus. Neuer Adjutant wurde zu dieser Zeit Fritz Günther von Tschirschky.
Stahlberg ging nach Hamburg, wo er im April 1933 eine kaufmännische Lehre begann, die er im Sommer 1935 abschloss. Auf Zuraten seiner Eltern setzte er die Lehre nach den Ereignissen beim sogenannten Röhm-Putsch im Sommer 1934, als einige Mitarbeiter von Papens durch die SS ermordet wurden, zeitweise in London fort. Die Eltern fürchteten, dass er als ehemaliger Mitarbeiter Papens eventuell auf einer Schwarzen Liste der SS stehen könnte.
Stahlberg trat 1935 freiwillig in das Reiter-Regiment 6 in Schwedt/Oder ein, das er im Rang eines Wachtmeisters der Reserve und Reserveoffiziersanwärters verließ. Im Juli 1938, nach der Beförderung zum Leutnant der Reserve, wurde er wieder einberufen und gehörte dem Heer bis zum Kriegsende an. Er wechselte von der Kavallerie zur Panzer-Abwehr-Abteilung 2 der 2. Infanterie-Division (mot.) in Stettin und nahm an der Besetzung des Sudetenlandes (1938), am Überfall auf Polen (1939), dem Westfeldzug (1940) und ab 1941 am Krieg gegen die Sowjetunion teil. Im Oktober 1940 wurde Stahlbergs Division zur 12. Panzer-Division umgegliedert, und Stahlberg wurde als Nachfolger des zur Ausbildung zum Generalstabsoffizier abkommandierten Heinrich Graf Yorck von Wartenburg Adjutant seiner Abteilung.
Am 18. November 1942 wurde Stahlberg Ordonnanz-Offizier des Feldmarschalls von Manstein, zu diesem Zeitpunkt noch Oberbefehlshaber der 11. Armee. Henning von Tresckow, der ein Vetter und enger Freund Stahlbergs war, hatte diesen Manstein empfohlen. Tresckow beabsichtigte damit, eine Vertrauensperson nahe bei Manstein zu platzieren, damit dieser im Falle des angestrebten Hitler-Sturzes auf Seiten der Widerständler stehen würde. Als Ordonnanz-Offizier war Stahlberg bei nahezu allen militärischen Erörterungen an der Seite Mansteins und begleitete ihn bereits einen Tag später auf dem Weg zur Übernahme der Heeresgruppe Don mit dem Auftrag, die in der Schlacht von Stalingrad eingeschlossene 6. Armee zu retten. In den nächsten Monaten wurde Stahlberg Zeuge, wie Claus Graf Schenk von Stauffenberg und Henning von Tresckow vergeblich versuchten, Manstein für den militärischen Widerstand zu gewinnen. Nach der Entlassung Mansteins durch Hitler im April 1944 wurde Stahlberg Adjutant des Feldmarschalls. In dieser Funktion kümmerte er sich um dessen persönliche Belange und befand sich bei Kriegsende mit diesem in Schleswig-Holstein. Am 6. Mai 1945 übergab er einen persönlichen Brief Mansteins an den britischen Feldmarschall Bernard Montgomery. Stahlbergs letzter Dienstgrad war Hauptmann.
Nach Ende des Zweiten Weltkrieges war Stahlberg in kaufmännischen Berufen tätig. Seine Erinnerungen an die Jahre 1932 bis 1945 veröffentlichte er 1987 unter dem Titel Die verdammte Pflicht. In seinen letzten Lebensjahren lebte er ab 1989 in Gartow.

## Schriften
- Die verdammte Pflicht – Erinnerungen 1932-1945. Ullstein, Berlin 1994, ISBN 3-550-07288-0.
- Als Preußen noch Preußen war – Erinnerungen Ullstein, Berlin 1992, ISBN 3-550-07516-2.